# Black Manta
Black Manta  est un personnage de fiction, un super-vilain de DC Comics créé par Bob Haney & Nick Cardy dans Aquaman #35 en septembre 1967. C'est l'ennemi juré du super-héros Aquaman.

## Biographie du personnage
Les origines de Black Manta varient en fonction des différents scénaristes. La première version a été donnée dans le no 6 de la série 1993 Aquaman. Dans cette version, le garçon qui allait devenir Black Manta a grandi dans Baltimore (Maryland) , et aimait jouer dans la Baie de Chesapeake. Dans sa jeunesse, il a été enlevé. À un moment donné, il a apparemment vu Aquaman avec ses dauphins amis et a essayé de lui demander de l'aide, mais n'a pas été vu. Enfin, il a été contraint de se défendre, tuant l'un de ses bourreaux à bord du navire avec un couteau. Détestant la mer impassible (et Aquaman, qu'il considérait comme son représentant), le garçon a été déterminé à devenir son maître.
Une seconde origine a été donnée en # 8 de la série 2003 Aquaman. Dans cette version, le garçon qui allait devenir Black Manta était un orphelin autiste placé à l'Asile d'Arkham de Gotham City. Il se sentait à l'aise dans l'eau glacée, tandis que des draps en coton étaient atrocement douloureux. Parce que les médecins d'Arkham ne savaient pas comment traiter son cas, ils finirent par l'attacher à son lit. Le garçon a été fasciné quand il a vu à la télévision Aquaman. Le garçon finit par être soumis à des traitements expérimentaux. Il a tué le scientifique qui avait administré le traitement et échappé à Arkham.
Le film Aquaman propose une troisième origine. Il fait de Black Manta le descendant d'une famille de pirates, qui cherche à se venger d'Aquaman pour avoir laissé mourir son père alors qu'ils s'emparaient d'un sous-marin russe Akula pour le compte d'Ocean Master.
En tant qu'adulte, l'homme qui allait devenir Black Manta a conçu un costume (principalement une combinaison noire, qui était en mesure de tirer des rayons destructeurs de ses yeux) et façonné un submersible high-tech inspiré par les raies manta. Prenant le nom de Black Manta, lui et son armée sont devenus une force avec laquelle il faut compter, en s'engageant dans au moins un affrontement non répertorié avec Aquaman avant sa première apparition en tant que rival de l'Ocean Master (et avant de rejoindre l'éphémère Ligue injustice dans le retcon événement Silver Age troisième semaine).
Le redoutable Black Manta et Aquaman ont lutté à plusieurs reprises au cours des années suivantes. Lors d'un de ces affrontements, il a été révélé que Black Manta était en fait un afro-américain, dont l'objectif déclaré à un moment donné était de donner aux noirs une position dominante sur l'océan. Cet objectif s'est avéré être une ruse, qui sert à tromper Cal Durham. Au cours de la plupart de ses apparitions, les principaux objectifs de Black Manta ont été de vaincre Aquaman et prendre le pouvoir à travers la conquête de l'Atlantide. Enfin, Manta tue Arthur Curry, Jr., le fils d'Aquaman, qui a quitté Aquaman obsédé par la vengeance.
Black Manta a été transformé plus tard en un hybride manta / homme. Après un certain temps, il revint vêtu de sa tenue d'origine. À un moment donné, il a fait du trafic de drogue à partir de sa nouvelle base de Star City, Green Arrow et Aquaman l'ont combattu.
Plus tard, Aquaman, arborant le Lady of the Lake Healing Hand's, guérit Black Manta, et recâble son cerveau affligé, faisant de lui un homme normal pour la première fois dans sa vie. Malheureusement, Manta est resté un criminel violent, berçant Aquaman dans un faux sentiment de confiance tout en étant prêt à le tuer.
Dans les événements ultérieurs, Black Manta a été utilisé comme un sujet de test pour des manipulations génétiques. Cela réussit et Aquaman doit à nouveau affronter Black Manta.

## Pouvoirs et capacités
- Le costume de Black Manta est spécialement conçu pour s'adapter à un environnement océanique. Il augmente sa résistance au froid et à la pression rencontrés en haute mer (la profondeur maximum supportée est à ce jour inconnue) et lui accorde ainsi une force et une endurance surhumaines, permettant à Black Manta de lever / frapper avec la force de 5 tonnes, de respirer normalement sous l'eau (que ce soit grâce à son alimentation en oxygène cachée ou sa capacité à extraire l'oxygène de l'eau comme les branchies d'un poisson), des bottes à réaction qui fonctionnent dans ou hors de l'eau, un appareil pour brouiller temporairement la télépathie aquatique d'Aquaman et un grand arsenal d'armes qui comporte lames, gantelets électriques, mini-torpilles et rayons d'énergie émis par les lentilles de contact dans son casque. Jusqu'à présent, impossible de savoir comment cette dernière arme est alimentée ou combien de temps elle peut fonctionner avant de devoir recharger, ou si même elle a besoin de l'être. Le film Aquaman propose quant à lui une explication simple : il s'agit d'une arme atlante pouvant transformer l'eau en plasma.
- Black Manta est très intelligent, a un minimum de compétences en génie mécanique (il a fabriqué son costume lui-même, ainsi que l'armement et les véhicules) et un certain entraînement au combat au corps à corps. Pour la plupart de ses actions malveillantes, Black Manta se repose généralement plus sur la technologie et la planification stratégique que sur la confrontation physique.
- Black Manta utilise souvent des véhicules uniques, comme le Manta Ray, un sous-marin en forme de raie manta pour voyager.
- Durant une certaine période, Black Manta a été transformé par le démon Neron en un hybride Manta. Sous cette forme, il était complètement en harmonie avec l'eau, ce qui lui permettait de plonger à des profondeurs extrêmes et d'y survivre. Il était aussi doté d'une queue dont il se servait comme d'une arme naturelle. Le processus a depuis été inversé par Aquaman.

## Publications
- Aquaman
- 52
- Adventure Comics
- Infinite Crisis
- Justice League: Cry for Justice, 2009 (James Robinson, Mauro Cascioli & Scott Clark)
- Green Arrow Vol 3 no 3 & 4
- Superman/Batman Vol 1 no 75
- Tangent: Superman's Reign, 2009 (Dan Jurgens & Carlos Magno)
- Villains United Vol 1 no 1, 2005 (Gail Simone & Dale Eaglesham)
- Brightest Day, 2010 (Geoff Johns, Peter Tomasi, Ivan Reis, Patrick Gleason)

## Apparitions dans d'autres médias

### Cinéma
- 2018 : Aquaman de James Wan, interprété par Yahya Abdul-Mateen II
- 2022 : Aquaman et le Royaume perdu de James Wan, interprété par Yahya Abdul-Mateen II

### Télévision
- 1978 : Challenge of the SuperFriends (VO : Ted Cassidy)
- 2001 : La Ligue des justiciers (Justice League Unlimited) (VO : Michael Beach ; VF : Charles Germain). Le personnage a été renommé Devil Ray pour raison de droits.
- 2003 : South Park Saison 7 épisode 2 Les Gangs de Denver (Krazy Kripples)
- 2009 : Robot Chicken
- 2009 : Batman : L'Alliance des héros (VO : Kevin Michael Richardson ; VF : Thierry Murzeau)
- 2010 : La Ligue des justiciers : Nouvelle Génération (VO : Khary Payton ; VF : Thierry Murzeau)
- 2019 : Harley Quinn (VO : Phil LaMarr)

### Films d'animation
- 2008 : La Ligue des justiciers : Nouvelle Frontière
- 2013 : La Ligue des justiciers : Le Paradoxe Flashpoint
- 2015 : La Ligue des justiciers : Le Trône de l'Atlantide (VO : Harry Lennix ; VF : Jean-François Vlérick)
- 2018 : Suicide Squad : Le Prix de l'enfer (VO : Dave Fennoy)
- 2020 : Justice League Dark: Apokolips War

### Jeux vidéo
- Aquaman: Battle for Atlantis
- Lego Batman 2: DC Super Heroes (contenu supplémentaire)
- Injustice 2 (contenu supplémentaire)
- Fortnite Battle Royale (contenu supplémentaire)